# Adrian Patrick
Adrian Patrick, född den 15 juni 1973 är en brittisk före detta friidrottare som tävlade i kortdistanslöpning.
Patricks främsta merit är att han tillsammans med Allyn Condon, Solomon Wariso och Jamie Baulch ingick i det brittiska stafettlaget på 4 x 400 meter som blev bronsmedaljörer vid inomhus-VM 1999.

## Personliga rekord
- 200 meter - 20,92 från 1999
- 400 meter - 45,63 från 1995